# Eric Boone
Eric Boone (Lexington, 4 juli 1999) is een Amerikaans basketballer.

## Carrière
Boone speelde een seizoen collegebasketbal voor de Tallahassee State Eagles in het seizoen 2018/19. Het volgende seizoen speelde hij voor John A. Logan College Vols. In 2020 ging hij spelen voor Georgia Southern Eagles waar hij ook een seizoen speelde. In 2021 ging hij spelen voor de North Carolina Central Eagles en speelde hij nog twee seizoenen voor hen. In de NBA draft van 2023 werd hij niet gekozen en tekende vervolgens in november 2023 bij het Oekraïense BK Tsjerkasy Mavpy.
Voor het seizoen 2024/25 tekende hij bij Brussels Basketball in de BNXT League. Hij verliet de club echter al in december 2024. In januari 2025 tekende hij bij het Canadese Newfoundland Rogues uit de Basketball Super League. Hij verliet de club begin maart voor het Slowaakse BKM Lučenec. Hij verlengde aan het einde van het seizoen zijn contract bij de club.